# 蚁蜂镇
蚁蜂镇，是中华人民共和国河南省驻马店市确山县下辖的一个乡镇级行政单位。

## 行政区划
蚁蜂镇下辖以下地区：
蚁蜂村、老庄村、大子房村、宋冲村、赵台村、聂湾村、橡林村、小邓庄村、南老庄村、庞阁村、鲁湾村、彭楼村和胡楼村。